# 奈氏魚雀鯛
奈氏魚雀鯛，為輻鰭魚綱鱸形目鱸亞目擬雀鯛科的其中一種，分布於西太平洋菲律賓至澳洲西北部及新幾內亞海域，深度10-30公尺，體長可達4.5公分，為熱帶海水魚，棲息在沿岸藻類生長的岩石水域，生活習性不明。